# Elijah Wilson
Elijah Wilson (Wilmington, Carolina del Norte, 19 de mayo de 1994) es un baloncestista estadounidense que pertenece al Oliveirense de la Liga Portuguesa de Basquetebol. Con 1,93 metros de estatura, juega en la posición de escolta.

## Trayectoria deportiva

### Universidad
Jugó cuatro temporadas con los Chanticleers de la Universidad de Carolina Costera en las que promedió 13,5 puntos, 3,7 rebotes y 0,9 asistencias por partido. En su primera temporada fue incluido en el mejor quinteto rookie de la Big South Conference.

### Profesional
Tras no ser elegido en el Draft de la NBA de 2017, el 23 de agosto firmó su primer contrato profesional con el WBC Raiffeisen Wels de la Österreichische Basketball Bundesliga, la primera división austriaca. Allí jugó una temporada, en la que promedió 14,0 puntos y 3,9 rebotes por partido.
El 15 de agosto de 2018 cambió de equipo, pero no de liga, al fichar por el ECE Bulls Kapfenberg. En su primera temporada en el equipo, como titular indiscutible, promedió 18,8 puntos y 5,1 rebotes por partido, el tercer mejor anotador de toda la liga.
En junio de 2020 fichó por MKS Dąbrowa Górnicza de la Polska Liga Koszykówki.
El 19 de julio de 2021, firma por el Pallacanestro Varese de la Lega Basket Serie A, la máxima categoría del baloncesto italiano.